# Primera División de Uruguay 1924
Campeonato Uruguayo de Fútbol 1924 var den 24:e säsongen av Uruguays högstaliga i fotboll. Ligan spelades som ett seriespel där samtliga tolv lag mötte varandra vid två tillfällen. Totalt spelades 132 matcher med 267 gjorda mål. Mästerskapet anordnades av fotbollsförbundet Asociación Uruguaya de Fútbol, samtidigt som Federación Uruguaya de Football drev ett mästerskap parallellt.
Nacional vann sin elfte titel som uruguayanska mästare.

## Deltagande lag
Tolv lag deltog i mästerskapet; elva från Montevideo, och Universal från San José de Mayo.
Racing Montevideo flyttades upp från föregående säsong. Detta var lagets första säsong i Primera división.

## Poängtabell
| Nr | Lag                  | S  | V  | O | F  | GM | IM | MS  | P  |
| -- | -------------------- | -- | -- | - | -- | -- | -- | --- | -- |
| 1  | Nacional             | 22 | 17 | 5 | 0  | 49 | 10 | +39 | 39 |
| 2  | Bella Vista          | 22 | 16 | 5 | 1  | 34 | 15 | +19 | 37 |
| 3  | Rampla Juniors       | 22 | 11 | 7 | 4  | 28 | 15 | +13 | 29 |
| 4  | Fénix                | 22 | 10 | 7 | 5  | 30 | 21 | +9  | 27 |
| 5  | Racing Montevideo    | 22 | 9  | 7 | 6  | 17 | 20 | −3  | 25 |
| 6  | Montevideo Wanderers | 22 | 7  | 8 | 7  | 27 | 19 | +8  | 22 |
| 7  | Uruguay Onward       | 22 | 6  | 8 | 8  | 18 | 31 | −13 | 20 |
| 8  | Belgrano             | 22 | 6  | 7 | 9  | 18 | 19 | −1  | 19 |
| 9  | Lito                 | 22 | 6  | 7 | 9  | 18 | 19 | −1  | 19 |
| 10 | Liverpool            | 22 | 5  | 5 | 12 | 11 | 25 | −14 | 15 |
| 11 | Universal            | 22 | 3  | 5 | 14 | 11 | 29 | −18 | 11 |
| 12 | Charley              | 22 | 0  | 1 | 21 | 6  | 44 | −38 | 1  |